# Al-Fursanlounge
De Al-Fursanlounge is de lounge van luchtvaartmaatschappijen die deel uitmaken van SkyTeam op de luchthaven King Khalid International Airport bij Riyad in het koninkrijk Saoedi-Arabië. Deze lounge is de voormalige Saudia-lounge, die na het toetreden van deze maatschappij tot SkyTeam ook toegankelijk is voor businessclassreizigers en elite-plusleden van de frequentflyerprogramma's van de in SkyTeam deelnemende luchtvaartmaatschappijen. In de praktijk gaat dit op voor reizigers die of met Saudia of met Air France vliegen; in 2013 zijn er geen andere maatschappijen van het SkyTeam die Riyad aandoen. Air France is om de toegang tot deze lounge te vergemakkelijken als enige buitenlandse maatschappij toegestaan gebruik te maken van terminal 2.

## Ligging en voorzieningen
De lounge ligt in de hoek van terminal 2, na de paspoort- en bagagecontrole bij gate 24 naast de corridor naar terminal 1. Er is een bar met uitgebreid warm eten, gratis Wi-Fi-toegang en er zijn computerterminals. De bar is zoals geheel Saoedi-Arabië droog. De lounge is daarentegen gemengd; de strikte scheiding der seksen die verder in het land bestaat, wordt hier niet toegepast, en daar de Moettaween geen frequent flyers zijn, doen veel vrouwen ook hun hidjab af. De bar is alleen toegankelijk voor businessclass- en elite-plusreizigers, betaalde toegang is niet mogelijk. De lounge heeft geen sanitaire voorzieningen, de dichtstbijzijnde toiletten zijn bij gate 23.